# Dennis Chambers
Dennis Milton Chambers (Baltimora, 9 maggio 1959) è un batterista statunitense.

## Biografia
Chambers è stato un bambino prodigio, avendo iniziato a suonare la batteria all'età di 4 anni e a esibirsi dal vivo nei locali dell'area di Baltimora a 6. Nel 1978, a 18 anni, entrò nel gruppo dei Parliament/Funkadelic, con cui rimase fino al 1985.
Pur essendo autodidatta, ha espresso di essere stato colpito dalla tecnica di Billy Cobham e di avere cercato di farla nel suo stile. Diventato nel tempo un session man di successo ed una figura di riferimento tra i batteristi, molto rinomato per tecnica, velocità e groove, specialmente nel funk e fusion pur suonando ad altissimi livelli tutti i generi musicali.
Ha suonato in studio o dal vivo con  John Scofield, John McLaughlin, Brecker Brothers, Carlos Santana, Bob Berg, Mike Stern, Tower of Power, Niacin, David Sanborn, Kevin Eubanks, Bireli Lagrene, Steve Khan, Bill Evans, Gonzalo Rubalcaba, Steely Dan, Parliament/Funkadelic, Gary Thomas, The Cab, Kenny Garrett, Scott Henderson, Jeff Berlin Novecento, Nicolosi Productions, e molti altri. È il maestro di Tony Royster Jr.

## Strumentazione
Dennis Chambers ha sempre suonato su batterie della Pearl, lo si vede spesso su una Pearl Master 
Series colore Yellow Sparkle formata da: 22x16 bass drum, 10x8 tom, 12x8 tom, 13x9 tom, 14x14 floor tom, 16x16 floor tom, 18x16 floor tom, 20x14 gong bass drum, Dennis Chambers Signature Snare Drum.
In occasione del NAMM 2016 la Pearl ha lanciato sul mercato il nuovo rullante DC1450S/N . Ha un fusto in alluminio spesso 3mm e a differenza del modello precedente (DC1465 in acero) non monta il doppio tendicordiera .
È un endorser di Avedis Zildjian, di cui utilizza le bacchette (Dennis Chambers Artist Model L.16 & D. 0.55) e i piatti, in precedenza usava le  bacchette Regal Tip (by Calato)  firmandone  il modello 8A  .
Tra le altre cose, Chambers suona spesso con il cappello in testa e promuove delle specifiche scarpe per batteristi di nome "Urban Boards" delle quali ha un modello tutto suo.

## Discografia
| Anno | Artista                                   | Titolo                                   | Etichetta   |       |
| 1983 | P-Funk All Stars                          | Live at the Beverly Theater in Hollywood | Westbound   | tutti |
| 1986 | John Scofield                             | Blue Matter                              | Gramavision |       |
| 1987 | John Scofield                             | Loud Jazz                                | Gramavision |       |
| 1987 | John Scofield                             | Pick Hits Live                           | Gramavision |       |
| 1989 | Gary Thomas                               | By All Means Necessary                   | JMT         |       |
| 1991 | Dennis Chambers                           | Getting Even                             | Glass House |       |
| 1995 | Steely Dan                                | Alive in America                         | Giant       |       |
| 2002 | Dennis Chambers                           | Outbreak                                 | Esc         |       |
| 2003 | Greg Howe, Victor Wooten, Dennis Chambers | Extraction                               | Tone Center |       |